# Cirkumpolarno nebesno telo
Cirkumpolarno nebesno telo je nebesno telo (običajno je to zvezda), ki ga vidimo na nebesni krogli s površine Zemlje, vendar nikoli ne zaide pod obzorje. Takšno nebesno telo je v bližini enega izmed nebesnih polov. Vidimo ga lahko vso noč vsak dan v letu. Lahko bi ga videli tudi podnevi, vendar to zaradi močne svetlobe Sonca ni mogoče.

## Cirkumpolarne zvezde
Zvezde, ki nikoli ne zaidejo pod obzorje, imenujemo cirkumpolarne zvezde. Za opazovalca na severnem ali južnem nebesnem polu, so vse zvezde na nebu cirkumpolarne (vidi se celotna severna ali južna polovica nebesne krogle) . Na ekvatorju opazovalec nikoli ne vidi nobene cirkumpolarne zvezde. Na splošno pa velja, da so za opazovalca cirkumpolarne vse zvezde, ki imajo deklinacijo večjo od razlike med geografsko širino lege opazovalca in 90°.
Primer: opazovalec je na geografski širini 46°. Za njega bodo vse zvezde, ki imajo deklinacijo večjo od 44° (90 – 46 = 44), cirkumpolarne.
Ozvezdje, ki nikoli ne zaide, imenujemo cirkumpolarno ozvezdje.